# هيتي بلوك
هيتي بلوك (بالهولندية: Hetty Blok)‏ (و. 1920 – 2012 م) هي ممثلة، ومغنية، ومخرجة مسرحية، وفنانة ملاهي من مملكة الأراضي المنخفضة . ولدت في أرنهيم .
توفيت في أمستردام .

## أعمال بارزة
من أهم أعمالها:
- Ja zuster, nee zuster.

## روابط خارجية
- هيتي بلوك على موقع IMDb (الإنجليزية)
- هيتي بلوك على موقع ميوزك برينز (الإنجليزية)
- هيتي بلوك على موقع أول موفي (الإنجليزية)
- هيتي بلوك على موقع ديسكوغز (الإنجليزية)
- هيتي بلوك على موقع قاعدة بيانات الفيلم (الإنجليزية)